# Techirghiol-søen
Techirghiol er en 11,7 km² stor sø i Norddobrogea, Rumænien, nær byen med samme navn. Søen blev i 2006 udpeget til ramsarområde

## Etymologi
Navnet på søen kommer fra det tyrkiske Tekirgöl, der betyder "Tekirs sø". Navnet betyder også (på tyrkisk) "Stribet sø" (tekir - stribet og göl - sø). Dette er på grund af søens saltholdighed; når vinden blæser, kommer der hvide saltstriber på søens overflade.

## Legenden om Tekir
Legenden siger, at der engang var en forkrøblet og blind gammel mand ved navn Tekir, der red på sit æsel, og nåede ved en fejltagelse til bredden af denne sø. Den gamle mand forsøgte at komme ud af det ildelugtende mudder i timevis, men hans stædige æsel ville slet ikke bevæge sig, som om en mystisk kraft ikke slap ham ud af søen. Det var med stor undren og glæde, at den gamle mand, da han kom op af søen, indså, at hans øjne igen kunne se lys, og at hans fødder, som var holdt op med at virke for længe siden, begyndte at adlyde ham. Hvad angår hans kloge æsel - dets dårlige sår på ryggen var helet, og hans krop var yngre end nogensinde. Da de hørte om dette, skyndte mange mennesker sig til bredden af søen og badede og lagde mudder ud over deres krop for at blive helbredt.
Tekir og hans æsel er vist i en statue placeret i centrum af byen Techirghiol.

## Externe henvisninger
- Techirghiol hjemmeside